# Xabier Elorriaga
Xabier González Elorriaga (Maracaibo, Veneçuela, 1 d'abril de 1944) és un actor basc.

## Biografia
Fill d'exiliats bascos de la Guerra Civil espanyola, passa la seva infantesa i adolescència a Xile. A mitjans dels anys 1960, trasllada la seva residència a Bilbao, on realitza estudis de Dret a la Universitat de Deusto, estudis que continua a Barcelona. Allà obté el títol de Periodisme, professió que exerceix com a corresponsal mentre dona classes de periodisme i televisió a la Facultat de Ciències de la Informació de la Universitat Autònoma de Barcelona, treballs que desenvolupa durant més d'una dècada.
A Bilbao entra en contacte amb el teatre a través del grup Kriselu en el que realitza tasques d'ajudant de direcció. Poc després, iniciats els 70, s'inicia en el cinema protagonitzant La ciutat cremada (Antoni Ribas, 1976), paper pel qual obté un gran reconeixement de crítica i públic i el Premi del Cercle d'Escriptors Cinematogràfics. Encara que els seus primers passos en la interpretació es remunten uns anys abans quan, realitzant un curs sobre televisió a Roma, protagonitza un curtmetratge.
Després de l'èxit de La ciutat cremada, protagonitza al costat d'Héctor Alterio  A un dios desconocido  (Jaime Chávarri, 1977), paper pel qual torna a ser distingit pel Cercle d'Escriptors Cinematogràfics. En els següents anys enllaça un títol amb l'altre:  Perros callejeros  (José Antonio de la Loma),  Los ojos vendados  (Carlos Saura), Ensalada Baudelaire  (Leopoldo Pomés),  Companys, procés a Catalunya (Josep Maria Forn) i  El hombre de moda  (Fernando Méndez Leite).
Els 80, és un dels exponents del que es va anomenar el nou cinema basc  col·laborant en títols com La fuga de Segovia i La muerte de Mikel, o La conquista de Albania. Durant aquells anys treballa a Reborn, de Bigas Luna, en la trilogia Victòria, d'Antoni Ribas, sent nomenat als Fotogramas de Plata com a millor actor (1984), en El jardin secreto, Tata mía, de José Luis Borau i A los cuatro vientos, de José A. Zorrilla, del qual és també autor del guió.
En els 90, participa en Tesis, debut del director Alejandro Amenábar i Las bellas durmientes, d'Eloy Lozano.
El 2002 treballa en la comèdia del tàndem Inés París i Daniela Fejerman, A mi madre le gustan las mujeres i a The Dancer Upstairs, el debut en la direcció de John Malkovich, al costat de Javier Bardem, Juan Diego Botto i Elvira Mínguez.
Els seus treballs cinematogràfics més recents inclouen:  El coronel Macià  (Josep Maria Forn), Cosmos (Diego Fandos),  La conjura de El Escorial  (Antonio del Real),  Dos billetes  (Javier Serrano), Zigortzailea (Alfonso Arandia i Arantza Ibarra) i Rabia (Sebastián Cordero), coproducció on participa Guillermo del Toro.
La seva col·laboració en telesèries ha estat variada i constant. A TVE va ser un dels protagonistes de la popular sèrie dels 80  Anillos de oro . Per a aquesta mateixa cadena va formar part dels repartiments de  Clase media ,  Para Elisa ,  La verdad de Laura  o Paraíso; a ETB va protagonitzar El Señorio de Larrea; a Antena 3 ha participat a Canguros, Menudo es mi padre, Cazadores de hombres; a Telecinco va ser un dels actors protagonistes del repartiment inicial d' Hospital Central , sèrie a la qual va tornar algunes temporades després, i va col·laborar en cinc capítols de  El Comisario ; a Cuatro va intervenir com a actor convidat a la producció hispano-argentina  Los simuladores . Igualment, ha treballat en els telefilms de TV3 Valèria (Sílvia Quer, 2001) i Rapados (Roman Parrado, 2004) i ha protagonitzat la minisèrie de TVE Las cerezas del cementerio (Juan Luis Iborra, 2004), al costat de Concha Velasco. Actualment grava per a TVE la sèrie Águila roja.
A la televisió també ha intervingut en diverses coproduccions internacionals entre les quals destaquen: Lenin the train, amb Sir Ben Kingsley, Dominique Sanda i Leslie Caron; Capitan James Cook, Queen of Swords, The wind and the stars, i el 2004 participa en les produccions de la RAI La memòria i el perdó i Virginia, la monja de Monza.
Com realitzador, és autor del curtmetratge 4-Euskal Telebista (1980), de la sèrie Ikuska sobre la realitat basca d'aquells anys, que va concebre i va produir Antton Ezeiza, i de la pel·lícula Zergatik Panpox , adaptació de la novel·la homònima d'Arantxa Urretabizkaia, la seva parella a la vida real.
En teatre va participar sota la direcció de John Strasberg en el muntatge teatral Ricardo III  (William Shakespeare), el 1998 i el 2005 va ser el Governador d'Antiòquia a l'obra de Calderón de la Barca, El mago prodigioso, dirigida per Juan Carlos Pérez de la Fuente.

## Filmografia
| Año  | Pel·lícula                             | Director                    |
| ---- | -------------------------------------- | --------------------------- |
| 1976 | La ciutat cremada                      | Antoni Ribas                |
| 1977 | Perros callejeros                      | José Antonio de la Loma     |
| 1977 | A un dios desconocido                  | Jaime Chávarri              |
| 1978 | L'obscura història de la cosina Montse | Jordi Cadena                |
| 1979 | Companys, procés a Catalunya           | Josep Maria Forn            |
| 1981 | La fuga de Segovia                     | Imanol Uribe                |
| 1983 | Victòria! La gran aventura d'un poble  | Antoni Ribas                |
| 1984 | La muerte de Mikel                     | Imanol Uribe                |
| 1984 | El jardín secreto                      | Carlos Suárez               |
| 1986 | Tata mía                               | José Luis Borau             |
| 1987 | Capitán James Cook (TV)                | Lawrence Gordon Clark       |
| 1987 | A los cuatro vientos                   | José A. Zorrilla            |
| 1989 | Días de humo                           | Antón Exeiza                |
| 1992 | Havanera 1820                          | Antoni Verdaguer            |
| 1996 | Tesis                                  | Alejandro Amenábar          |
| 1996 | Lejos de África                        | Cecilia M. Bartolomé        |
| 2001 | A mi madre le gustan las mujeres       | Inés París Daniela Fejerman |
| 2002 | Alas rotas                             | Carlos Gil                  |
| 2002 | Pasos de baile                         | John Malkovich              |
| 2003 | La memòria i el perdó                  | Giorgio Capitani            |
| 2006 | El coronel Macià                       | Josep Maria Forn            |
| 2009 | Rabia                                  | Sebastián Cordero           |
| 2011 | Águila Roja: la Película               | José Ramón Ayerra           |

## Premis
- 1977: Círculo de Escritores Cinematográficos: Millor actor secundari per A un dios desconocido
- 1976: Círculo de Escritores Cinematográficos: Millor actor per La ciutat cremada

### Nominacions
- Fotogramas de Plata 1983 al millor actor de cinema per Victòria! La gran aventura d'un poble